# Orthodon microlepidotus
Orthodon microlepidotus és una espècie de peix cipriniforme de la família dels ciprínids.

## Morfologia
- Els mascles poden assolir 55 cm de longitud total.[2][3]

## Hàbitat
És un peix bentopelàgic i de clima temperat.

## Distribució geogràfica
Es troba a Nord-amèrica: Califòrnia (els Estats Units).